# Ленінський проспект (станція метро, Санкт-Петербург)
59°51′07″ пн. ш. 30°16′06″ сх. д. / 59.85194° пн. ш. 30.26833° сх. д.
Ленінський проспект (рос. Ленинский проспект) — станція Петербурзького метрополітену, яка розташована на Кіровсько-Виборзькій лінії. Відкрита 29 вересня 1977, між станціями «Автово» і «Проспект Ветеранів», при цьому було припинено рух до тупикової наземної станції «Дачне». Свою назву отримала по однойменній міський автостраді.

## Вестибюлі і пересадки
Павільйони відсутні, вхід на станцію суміщений з підземними пішохідними переходами, мають виходи на Ленінський проспект і бульвар Новаторів. Через мілке закладення станції, в обох вестибюлях відсутні ескалатори. 

## Технічна характеристика
Конструкція станції — колонна трипрогінна мілкого закладення (глибина закладення — 8 м). Підземний зал споруджений за проектом архітекторів А. С. Гецкіна, Е. І. Валя і інженера А. Н. Яковлєва.
Як і сусідні станції, знаходиться на одній з ділянок Петербурзького метрополітену, побудованих відкритим способом («Автово» - «Проспект Ветеранів»).
При будівництві тунелів у бік станції «Проспект Ветеранів» застосовувалися клєєболтові стики підвищеної міцності в тунелях.

## Оздоблення
Оздоблення  частково перегукується з Мавзолеєм Леніна. Розширюються догори колони пероні в залі облицьовані червоним карельським гранітом . В оздобленні колійних стін використано неполірований білий мармур.
Шрифт написів на колійних стінах також є алюзією на Мавзолей Леніна.
Влітку 2012 року вихід зі станції до Ленінського проспекту оснащений підйомником для людей з обмеженими можливостями. Цей підйомник, розроблений «Ленметрогіпротрансом», став першим в Петербурзькому метрополітені.

## Ресурси Інтернету
Вікісховище має мультимедійні дані за темою: Ленінський проспект (станція метро, Санкт-Петербург)
- «Ленінський проспект» на metro.vpeterburge.ru [Архівовано 24 грудня 2012 у Wayback Machine.](рос.)
- «Ленінський проспект» на ometro.net(рос.)
- «Ленінський проспект» на форумі metro.nwd.ru [Архівовано 4 березня 2016 у Wayback Machine.](рос.)
- Санкт-Петербург. Петроград. Ленінград: Енциклопедичний довідник. «Ленінський проспект»(рос.)